# Antonio Marziale (Schauspieler)
Antonio Marziale (* 5. April 1997 in Pittsburgh) ist ein US-amerikanischer Filmschauspieler, der für die Rolle Elliot im für Netflix produzierten Film Alex Strangelove und eine Nebenrolle der Fernsehserie Altered Carbon – Das Unsterblichkeitsprogramm bekannt ist.

## Leben und Wirken
Marziale wurde in Pittsburgh geboren, wuchs dort auf und studierte Schauspiel an der Carnegie Mellon University in Pittsburgh. Seine erste Rolle spielte er 2013 im Kurzfilm Robinson. In Project Mc² war er in der ersten Staffel 2015 Teil des Hauptcasts und trat 2017 in einer Folge erneut auf. 2016 war er in einer Hauptrolle in der auf YouTube veröffentlichten Miniserie The Gay and Wondrous Life of Caleb Gallo von Brian Jordan Alvarez zu sehen. 2018 spielte er in der Romantikkomödie Alex Strangelove neben Daniel Doheny eine Hauptrolle. Im gleichen Jahr war er in mehreren Folgen Altered Carbon – Das Unsterblichkeitsprogramm zu sehen.

## Filmografie (Auswahl)
- 2013: Robinson (Kurzfilm)
- 2015 & 2017: Project Mc² (Fernsehserie, vier Folgen)
- 2016: The Gay and Wondrous Life of Caleb Gallo (Miniserie, fünf Folgen)
- 2018: Alex Strangelove
- 2018: Altered Carbon – Das Unsterblichkeitsprogramm (Altered Carbon, Fernsehserie, sechs Folgen)